# La Grande-Motte
La Grande-Motte er en kommune i departementet Hérault i Languedoc-Roussillon, Sydfrankrig.